# Carlos Carrera
Luis Carlos Carrera González (Ciudad de México, 18 de agosto de 1962) es un director de cine, guionista y animador mexicano, cuatro veces galardonado con el Premio Ariel.
En el mes de febrero de 1991 se estrena en privado la copia 0 de su primer largometraje, La mujer de Benjamín, ganadora de la segunda edición del programa de óperas primas del CCC, escuela donde cursó sus estudios de cine tras haber estudiado la carrera de ciencias de la comunicación en la UIA. Su estreno mundial fue en el Festival Internacional de Cine de Berlín, en Alemania, en 1991, junto a otras cintas mexicanas para un ciclo nombrado "Panorámica del Cine Mexicano", mientras que el 29 de agosto se estrena en el circuito comercial mexicano, en salas de la capital del país.
Su segundo trabajo, La vida conyugal, basado en la novela homónima de Sergio Pitol, pasó inadvertido para crítica y público, pero, mientras realizaba este filme, Carrera trabajaba en un cortometraje de animación, el cual le pondría en los primeros planos: El héroe (1994), cinta donde un hombre intenta detener el suicidio de una joven en el metro, el cual fue enviado al Festival de Cannes donde obtuvo la Palma de Oro al mejor cortometraje del certamen, convirtiendo a Carrera en el primer director mexicano en obtener este premio, desde que se le otorgó a María Candelaria en 1946, año en el que todas las cintas presentadas fueron galardonadas.
Su siguiente trabajo sería Sin remitente, proyecto al que fue invitado por Jean Pierre Leleu, quien se encontraba al frente de Televicine en el periodo en el que la empresa se enfocó a realizar tanto cintas comerciales como cintas de mucha calidad artística. Pese a trabajar para la compañía productora de cine filial de Televisa, se nota la mano de Carrera con partes donde los personajes buscan afecto y son solitarios. Este filme resultó exitoso en 1995 y obtiene varios Arieles, incluidos mejor película y mejor director.
Entre 1995 y 1998 codirigió junto a Ulises Guzmán el cortometraje animado Malapata (2000). Guzmán tenía poca experiencia en el medio de la animación, por lo que el entonces Director de producción de cortometraje del Instituto Mexicano de Cinematografía le sugirió buscar la asesoría de Carrera, quien además de acompañarlo en la dirección, elaboró casi todo el storyboard del corto. Sin embargo, debido a sus compromisos como director del largometraje de ficción Un embrujo, abandonó el proyecto, y Guzmán tuvo que concluir el corto por su cuenta, siendo estrenado en el 2000.
En 1998 filma Un embrujo, a invitación de Bertha Navarro, coproductora de la película junto con Guillermo del Toro, una historia de época protagonizada por Blanca Guerra que obtiene reconocimiento de la crítica, haciéndolo acreedor a su segundo Ariel como mejor director y que fue su primer filme seleccionado como representante mexicano para los premios Óscar, aunque no logró ser nominado.
En 2002 es invitado por Alfredo Ripstein, con su compañía Alameda Films, para filmar El crimen del padre Amaro, adaptación de la novela de José María Eça de Queiroz con guion a cargo del dramaturgo Vicente Leñero, protagonizada por Gael García Bernal y Ana Claudia Talancón. Fue elegida por la academia mexicana de cine como la representante para competir por el Óscar, siendo nominada en la terna de las cinco películas que compitieron por la estatuilla a mejor película extranjera, premio que finalmente recayó en la cinta alemana En algún lugar de África. Se mantuvo como la cinta mexicana más taquillera y con mayor número de espectadores hasta 2013, año en el que fue desbancada por Nosotros los Nobles.
En 2004, fue asesor creativo para la película animada mexicana Imaginum, de la casa Ánima Estudios, apoyando de manera importante a las diferentes áreas del estudio.
Después de este filme, el director participó con un par de segmentos en largometrajes colectivos: Cero y van cuatro (el episodio Barbacoa de chivo) y Sexo, amor y otras perversiones (episodio María en el elevador) y realizó otro cortometraje de animación titulado De raíz, por el que obtuvo el Ariel en el año 2004. En 2009, Carrera nuevamente trabajó para Ánima Estudios, participando como consultor creativo en la película El Agente 00-P2.
Fue presidente de la AMACC durante el periodo 2010-2012.
Su última película, Ana y Bruno (2018), obtuvo el Premio Quirino al Mejor Largometraje de Animación Iberoamericano en la primera edición de estos galardones que premian el talento iberoamericano.
El 10 de octubre de 2022 se estrenó en Azteca 7 la serie Lotería del crimen, la cual fue codirigida por Carlos Carrera y Rodrigo Hernández Cruz.
El 2 de octubre de 2023 se estrenó en Azteca Uno la serie Dra. Lucía, un don extraordinario, la cual también es codirigida por Carlos Carrera y Raúl Antonio Caballero.

El 25 de octubre de 2022 el director galardonado es homenajeado en el FICM con la entrega de su butaca como símbolo de su gran trayectoria en el cine.

Homenaje al director Carlos Carrera en el FICM 2022
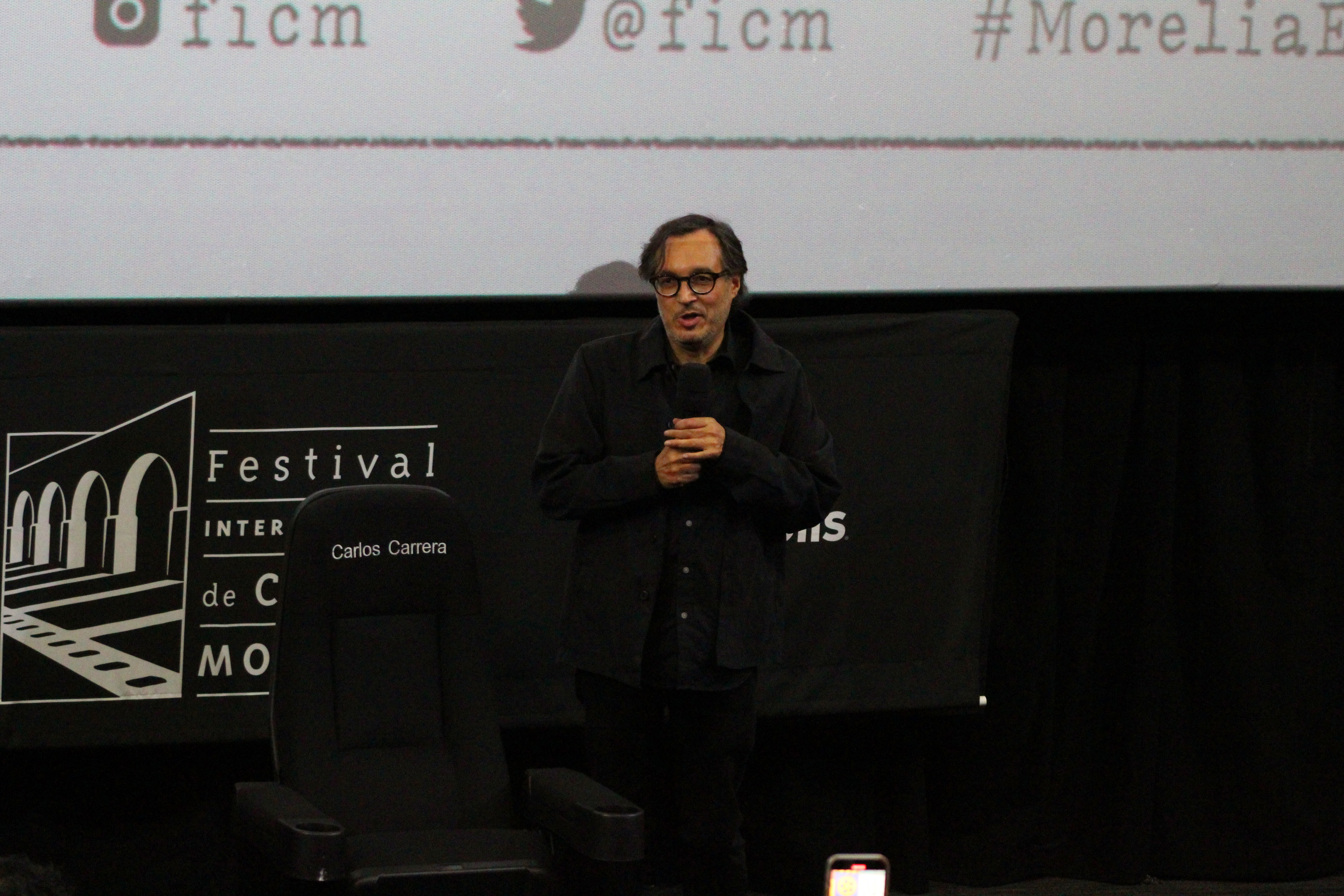
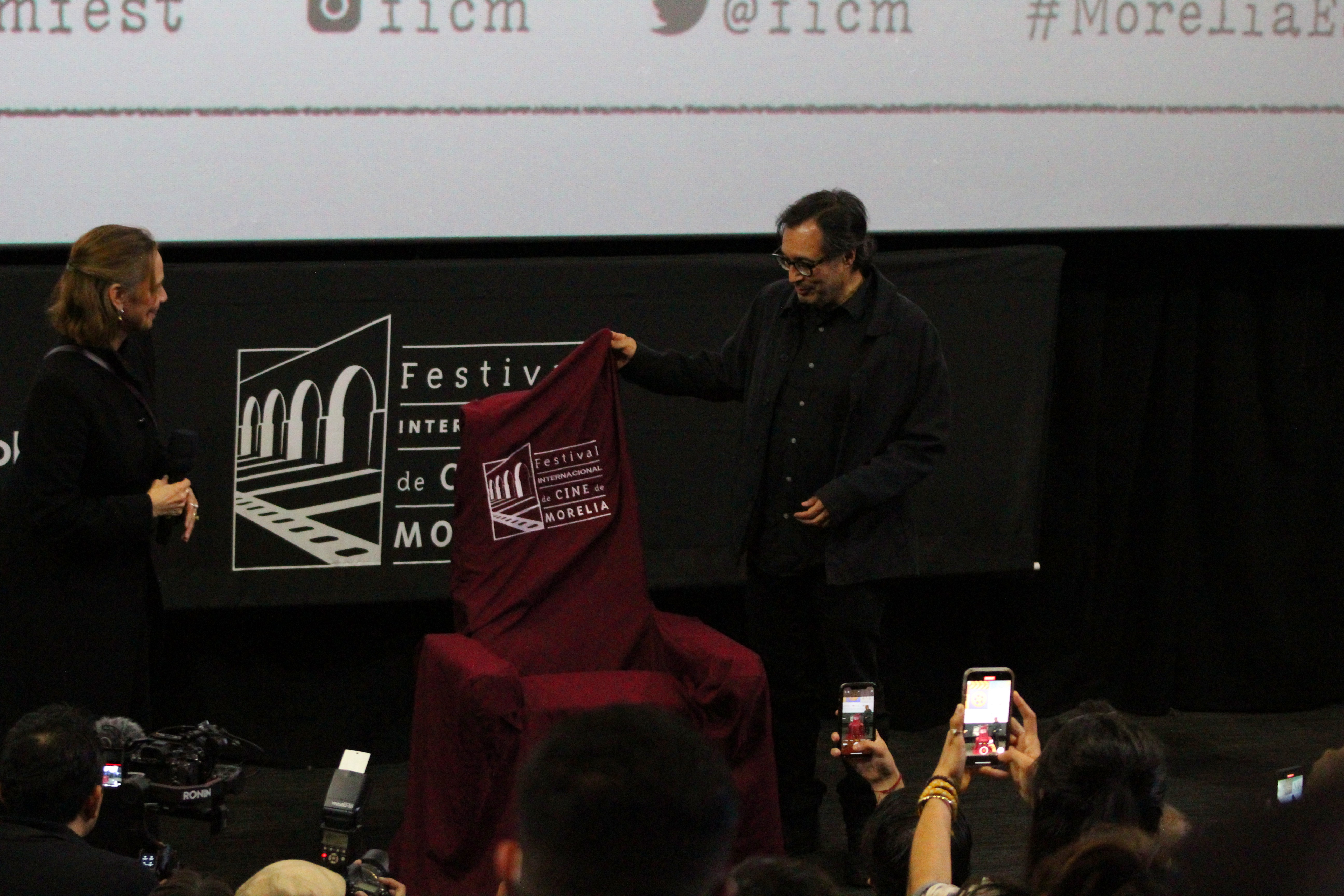
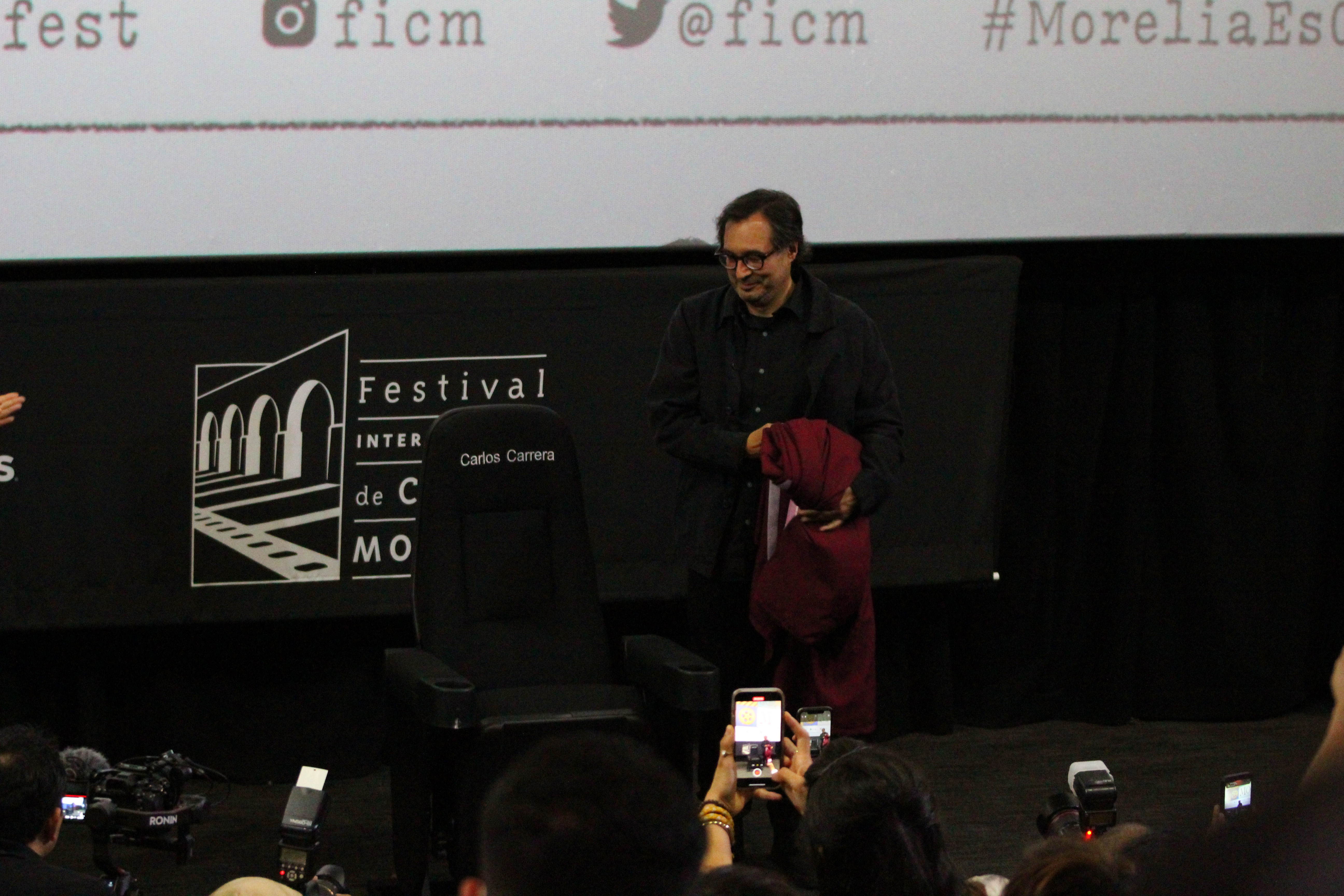
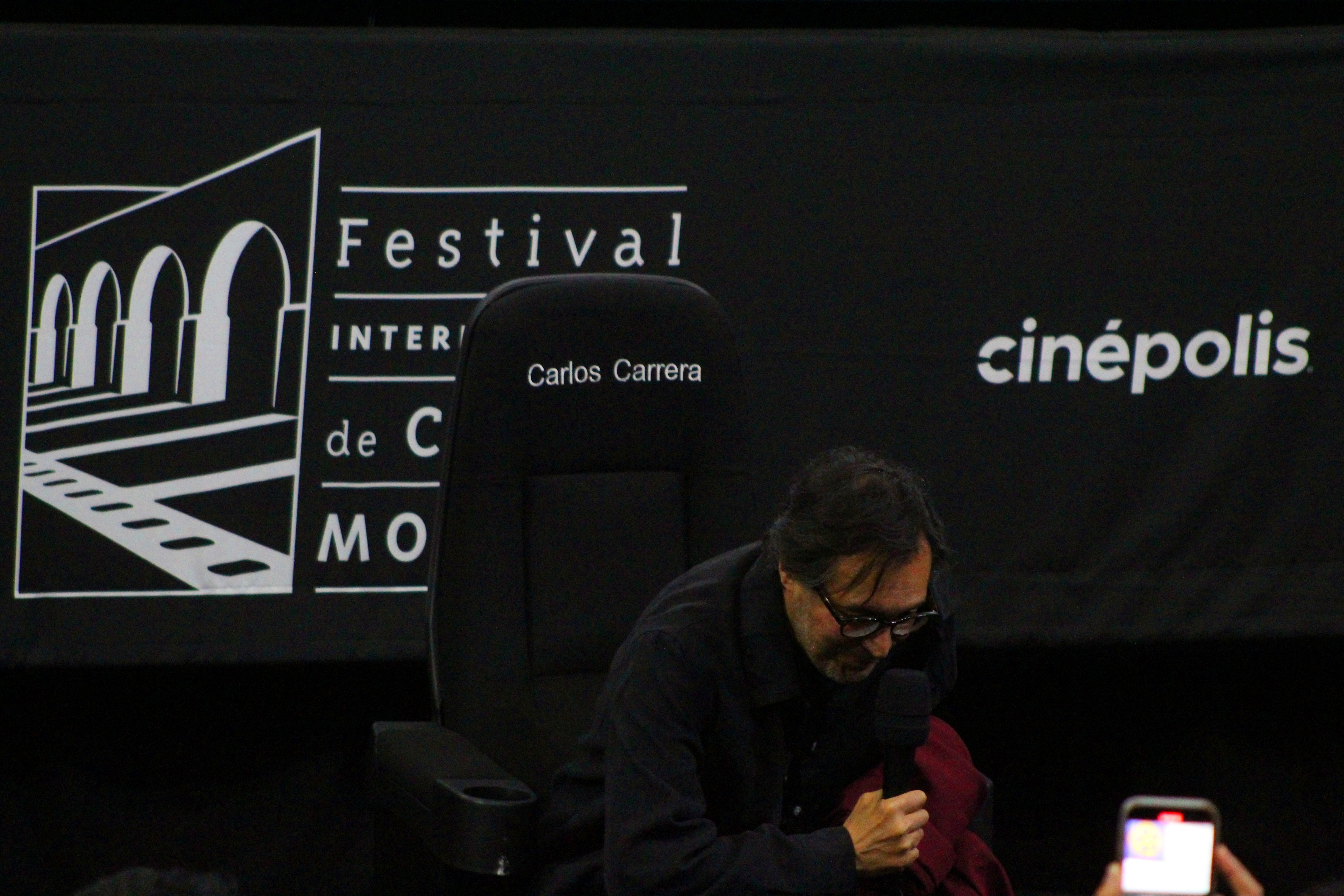

## Filmografía
| Año  | Película                               | Nota                                                              |
| ---- | -------------------------------------- | ----------------------------------------------------------------- |
| 1984 | El hijo pródigo                        | Cortometraje                                                      |
| 1986 | Cuando me vaya                         | Cortometraje                                                      |
| 1988 | Un muy cortometraje                    | Cortometraje de animación (Primer corto en stop motion de México) |
| 1988 | Malayerba nunca muerde                 | Cortometraje de animación                                         |
| 1988 | Amada                                  | Cortometraje de animación                                         |
| 1989 | La paloma azul                         | Cortometraje de animación                                         |
| 1989 | Un vestidito blanco como la leche Nido | Cortometraje                                                      |
| 1990 | Música para dos                        | Cortometraje de animación                                         |
| 1991 | La mujer de Benjamín                   | Largometraje (Opera prima en salas de cine)                       |
| 1991 | Infamia                                | Vídeo                                                             |
| 1991 | Los mejores deseos                     | Cortometraje                                                      |
| 1992 | La vida conyugal                       | Largometraje                                                      |
| 1992 | Matrimonio y mortaja                   | Vídeo                                                             |
| 1994 | El héroe                               | Cortometraje de animación                                         |
| 1994 | Sombras de la Malinche                 | Cortometraje documental                                           |
| 1995 | Sin remitente                          |                                                                   |
| 1998 | Un embrujo                             |                                                                   |
| 2000 | Brisa de Navidad                       | Telefilme de medio metraje                                        |
| 2002 | El crimen del padre Amaro              | Largometraje (Coproducción México-España)                         |
| 2004 | Cero y van cuatro                      | Episodio Barbacoa de chivo                                        |
| 2004 | De raíz                                | Cortometraje de animación                                         |
| 2005 | Imaginum                               | Asesoría creativa                                                 |
| 2006 | Hermanas                               | Cortometraje                                                      |
| 2008 | Backyard: El traspatio                 |                                                                   |
| 2009 | El Agente 00-P2                        | Asesoría creativa                                                 |
| 2009 | De la infancia                         |                                                                   |
| 2018 | Ana y Bruno                            | Largometraje de animación (Codirigido con Enrique Navarrete)      |
| 2022 | Confesiones                            | Largometraje                                                      |

## Premios y distinciones
Premios Óscar
| Año  | Categoría                                       | Película                  | Resultado |
| ---- | ----------------------------------------------- | ------------------------- | --------- |
| 2003 | Mejor película extranjera (de habla no inglesa) | El crimen del padre Amaro | Nominado  |

Festival Internacional de Cine de Cannes
| Año  | Categoría                          | Película | Resultado |
| ---- | ---------------------------------- | -------- | --------- |
| 1994 | Palma de Oro al mejor cortometraje | El héroe | Ganador   |

Premios  Ariel
| Año  | Categoría                  | Película    | Resultado |
| ---- | -------------------------- | ----------- | --------- |
| 2018 | Mejor guion adaptado       | Ana y Bruno | Nominado  |
| 2018 | Mejor largometraje animado | Ana y Bruno | Ganador   |
| 2018 | Música original            | Ana y Bruno | Nominado  |

| Año  | Película                  | Premio |
| ---- | ------------------------- | --- |
| 1992 | La mujer de Benjamín      | Ariel: Ganador por "Mejor ópera prima", nominaciones como "Mejor película", "Mejor argumento original" y "Mejor guion cinematográfico". |
| 1994 | El héroe                  | Ariel: Ganador por "Mejor cortometraje de animación"                                                                                    |
| 1996 | Sin remitente             | Ariel: Ganador por "Mejor dirección", nominación como "Mejor película".                                                                 |
| 1999 | Un embrujo                | Ariel: Ganador por "Mejor dirección" y por "Mejor guion adaptado", nominación como "Mejor película".                                    |
| 2003 | El crimen del padre Amaro | Ariel: Ganador por "Mejor dirección" y por "Mejor película".                                                                            |
| 2004 | De raíz                   | Ariel: Ganador por "Mejor cortometraje de animación".                                                                                   |
| 2010 | Backyard: El traspatio    | Ariel: Ganador por "Mejor dirección"; Premios Canacine: Ganador por "Mejor dirección".                                                  |